# HEROIC LINE
HEROIC LINE（ヒロイックライン）は、日本のレコードレーベル。キングレコードの内部レーベルの1つである。

## 略歴
EVIL LINE RECORDSの兄弟レーベルとして2023年4月2日に設立された。次世代アーティストの発掘と育成を主眼に置いたレーベルである。レーベルヘッドには宮本純乃介がEVIL LINE RECORDSと兼務する形で就任している。
HEROIC LINEの第1弾アーティストとして小林私が所属することがレーベル設立日に発表された。
2025年1月31日、HEROIC LINEによる初の主催イベントとして「DO IT OURSELVES. vol.0」が東京・Club Mixaにて開催された。このイベントにはHEROIC LINE所属アーティストに加え、新人発掘プロジェクトDO IT OURSELVES.所属アーティストも参加した。

## DO IT OURSELVES.
DO IT OURSELVES.（ドゥーイットアワセルブズ）は、HEROIC LINEによる新人発掘プロジェクトである。
音源制作などのアーティスト活動を自分たちで行うDIY（DO IT YOURSELF）アーティストに対して、「DIYアーティストと共に、寄り添う」ことをポリシーとし、メジャーレーベルとして培ってきたノウハウや設備を通して「YOURSELF」ではなく「OURSELVES」として新人アーティストをサポートして育てていくプロジェクトとなる。プロジェクトに所属しているアーティストをサポートしながら、HEROIC LINEでのマネジメント契約やその後のグローバルな展開を目指している。
HEROIC LINEによる新人発掘プロジェクトではあるが、DO IT OURSELVES.に所属しているアーティストの作品は「HEROIC LINE」ではなく、「DO IT OURSELVES.」のレーベル名でリリースされている。

## 所属アーティスト

### HEROIC LINE
- 高岩遼
- XinU
- INF
- 小林私

#### DO IT OURSELVES.
- Whoopee Bomb
- Redhair Rosy
- THE SAMURAI SQUAD
- QUINCAMPOIX

## イベント

### DO IT OURSELVES. vol.0
HEROIC LINE初の主催イベントとして2025年1月31日に東京・Club Mixaにて開催された。HEROIC LINE所属アーティストに加えて、新人発掘プロジェクトDO IT OURSELVES.に所属しているアーティストも参加した。
出演
- QUINCAMPOIX（オープニングアクト）
- ささくれ（オープニングアクト）
- INF
- Whoopee Bomb
- Redhair Rosy
- 高岩遼
- 小林私